# Grand Prix Meksyku 2019
Grand Prix Meksyku 2019, oficjalnie Formula 1 Gran Premio de México 2019 – osiemnasta runda eliminacji Mistrzostw Świata Formuły 1 w sezonie 2019. Grand Prix odbyło się w dniach 25–27 października 2019 roku na torze Autódromo Hermanos Rodríguez w mieście Meksyk.

## Lista startowa
| Nr | Kierowca           | Zespół                           | Samochód                      | Silnik           | Opony |
| -- | ------------------ | -------------------------------- | ----------------------------- | ---------------- | ----- |
| 3  | Daniel Ricciardo   | Renault F1 Team                  | Renault R.S.19                | Renault 1.6T V6  | P     |
| 4  | Lando Norris       | McLaren F1 Team                  | McLaren MCL34                 | Renault 1.6T V6  | P     |
| 5  | Sebastian Vettel   | Scuderia Ferrari Mission Winnow  | Ferrari SF90                  | Ferrari 1.6T V6  | P     |
| 7  | Kimi Räikkönen     | Alfa Romeo Racing                | Alfa Romeo C38                | Ferrari 1.6T V6  | P     |
| 8  | Romain Grosjean    | Rich Energy Haas F1 Team         | Haas VF-19                    | Ferrari 1.6T V6  | P     |
| 10 | Pierre Gasly       | Red Bull Toro Rosso Honda        | Toro Rosso STR14              | Honda 1.6T V6    | P     |
| 11 | Sergio Pérez       | SportPesa Racing Point F1 Team   | Racing Point RP19             | Mercedes 1.6T V6 | P     |
| 16 | Charles Leclerc    | Scuderia Ferrari Mission Winnow  | Ferrari SF90                  | Ferrari 1.6T V6  | P     |
| 18 | Lance Stroll       | SportPesa Racing Point F1 Team   | Racing Point RP19             | Mercedes 1.6T V6 | P     |
| 20 | Kevin Magnussen    | Rich Energy Haas F1 Team         | Haas VF-19                    | Ferrari 1.6T V6  | P     |
| 23 | Alexander Albon    | Aston Martin Red Bull Racing     | Red Bull RB15                 | Honda 1.6T V6    | P     |
| 26 | Daniił Kwiat       | Red Bull Toro Rosso Honda        | Toro Rosso STR14              | Honda 1.6T V6    | P     |
| 27 | Nico Hülkenberg    | Renault F1 Team                  | Renault R.S.19                | Renault 1.6T V6  | P     |
| 33 | Max Verstappen     | Aston Martin Red Bull Racing     | Red Bull RB15                 | Honda 1.6T V6    | P     |
| 44 | Lewis Hamilton     | Mercedes-AMG Petronas Motorsport | Mercedes AMG F1 W10 EQ Power+ | Mercedes 1.6T V6 | P     |
| 55 | Carlos Sainz Jr.   | McLaren F1 Team                  | McLaren MCL34                 | Renault 1.6T V6  | P     |
| 63 | George Russell     | ROKiT Williams Racing            | Williams FW42                 | Mercedes 1.6T V6 | P     |
| 77 | Valtteri Bottas    | Mercedes-AMG Petronas Motorsport | Mercedes AMG F1 W10 EQ Power+ | Mercedes 1.6T V6 | P     |
| 88 | Robert Kubica      | ROKiT Williams Racing            | Williams FW42                 | Mercedes 1.6T V6 | P     |
| 99 | Antonio Giovinazzi | Alfa Romeo Racing                | Alfa Romeo C38                | Ferrari 1.6T V6  | P     |
| Nr | Kierowca           | Zespół                           | Samochód                      | Silnik           | Opony |

## Wyniki

### Zwycięzcy sesji treningowych
Źródło: formula1.com
| Sesja | Nr | Kierowca         | Konstruktor | Czas     | Okr. |
| ----- | -- | ---------------- | ----------- | -------- | ---- |
| 1     | 44 | Lewis Hamilton   | Mercedes    | 1:17,327 | 25   |
| 2     | 5  | Sebastian Vettel | Ferrari     | 1:16,607 | 35   |
| 3     | 16 | Charles Leclerc  | Ferrari     | 1:16,145 | 14   |

### Kwalifikacje
Źródło: formula1.com
| P                    | Nr | Kierowca           | Konstruktor  | Czasy w kwalifikacjach | Czasy w kwalifikacjach | Czasy w kwalifikacjach | Poz. s. |
| P                    | Nr | Kierowca           | Konstruktor  | Q1                     | Q2                     | Q3                     | Poz. s. |
| -------------------- | -- | ------------------ | ------------ | ---------------------- | ---------------------- | ---------------------- | ------- |
| 1                    | 33 | Max Verstappen     | Red Bull     | 1:15,949               | 1:16,136               | 1:14,758               | 41      |
| 2                    | 16 | Charles Leclerc    | Ferrari      | 1:16,364               | 1:16,219               | 1:15,024               | 1       |
| 3                    | 5  | Sebastian Vettel   | Ferrari      | 1:16,696               | 1:15,914               | 1:15,170               | 2       |
| 4                    | 44 | Lewis Hamilton     | Mercedes     | 1:16,424               | 1:15,721               | 1:15,262               | 3       |
| 5                    | 23 | Alexander Albon    | Red Bull     | 1:16,175               | 1:16,574               | 1:15,336               | 5       |
| 6                    | 77 | Valtteri Bottas    | Mercedes     | 1:17,062               | 1:15,852               | 1:15,338               | 6       |
| 7                    | 55 | Carlos Sainz Jr.   | McLaren      | 1:17,044               | 1:16,267               | 1:16,014               | 7       |
| 8                    | 4  | Lando Norris       | McLaren      | 1:17,092               | 1:16,447               | 1:16,322               | 8       |
| 9                    | 26 | Daniił Kwiat       | Toro Rosso   | 1:17,041               | 1:16,657               | 1:16,469               | 9       |
| 10                   | 10 | Pierre Gasly       | Toro Rosso   | 1:17,065               | 1:16,679               | 1:16,586               | 10      |
| 11                   | 11 | Sergio Pérez       | Racing Point | 1:17,465               | 1:16,687               |                        | 11      |
| 12                   | 27 | Nico Hülkenberg    | Renault      | 1:17,608               | 1:16,885               |                        | 12      |
| 13                   | 3  | Daniel Ricciardo   | Renault      | 1:17,270               | 1:16,933               |                        | 13      |
| 14                   | 7  | Kimi Räikkönen     | Alfa Romeo   | 1:17,225               | 1:16,967               |                        | 14      |
| 15                   | 99 | Antonio Giovinazzi | Alfa Romeo   | 1:17,794               | 1:17,269               |                        | 15      |
| 16                   | 18 | Lance Stroll       | Racing Point | 1:18,065               |                        |                        | 16      |
| 17                   | 20 | Kevin Magnussen    | Haas         | 1:18,436               |                        |                        | 17      |
| 18                   | 8  | Romain Grosjean    | Haas         | 1:18,599               |                        |                        | 18      |
| 19                   | 63 | George Russell     | Williams     | 1:18,823               |                        |                        | 19      |
| 20                   | 88 | Robert Kubica      | Williams     | 1:20,179               |                        |                        | 20      |
| 107% czasu: 1:21,265 |    |                    |              |                        |                        |                        |         |

Uwagi
- 1 — Max Verstappen ustanowił najlepszy czas kwalifikacji, ale otrzymał karę cofnięcia o 3 pozycje za niezareagowanie na żółte flagi. W efekcie pole position zostało przyznane Charlesowi Leclercowi.

### Wyścig
Źródło: formula1.com
| P  | Nr | Kierowca           | Konstruktor  | Okr. | Czas             | Start | +/–       | Punkty |
| -- | -- | ------------------ | ------------ | ---- | ---------------- | ----- | --------- | ------ |
| 1  | 44 | Lewis Hamilton     | Mercedes     | 71   | 1:36:48,904      | 3     | 2         | 25     |
| 2  | 5  | Sebastian Vettel   | Ferrari      | 71   | +1.766           | 2     | Bez zmian | 18     |
| 3  | 77 | Valtteri Bottas    | Mercedes     | 71   | +3.553           | 6     | 3         | 15     |
| 4  | 16 | Charles Leclerc    | Ferrari      | 71   | +6.368           | 1     | 3         | 131    |
| 5  | 23 | Alexander Albon    | Red Bull     | 71   | +21.399          | 5     | Bez zmian | 10     |
| 6  | 33 | Max Verstappen     | Red Bull     | 71   | +1:08.807        | 4     | 2         | 8      |
| 7  | 11 | Sergio Pérez       | Racing Point | 71   | +1:13.819        | 11    | 4         | 6      |
| 8  | 3  | Daniel Ricciardo   | Renault      | 71   | +1:14.924        | 13    | 5         | 4      |
| 9  | 10 | Pierre Gasly       | Toro Rosso   | 70   | +1 okrążenie     | 10    | 1         | 2      |
| 10 | 27 | Nico Hülkenberg    | Renault      | 70   | +1 okrążenie     | 12    | 2         | 1      |
| 11 | 26 | Daniił Kwiat       | Toro Rosso   | 70   | +1 okrążenie2    | 9     | 2         |        |
| 12 | 18 | Lance Stroll       | Racing Point | 70   | +1 okrążenie     | 16    | 4         |        |
| 13 | 55 | Carlos Sainz Jr.   | McLaren      | 70   | +1 okrążenie     | 7     | 6         |        |
| 14 | 99 | Antonio Giovinazzi | Alfa Romeo   | 70   | +1 okrążenie     | 15    | 1         |        |
| 15 | 20 | Kevin Magnussen    | Haas         | 69   | +2 okrążenia     | 17    | 2         |        |
| 16 | 63 | George Russell     | Williams     | 69   | +2 okrążenia     | 19    | 3         |        |
| 17 | 8  | Romain Grosjean    | Haas         | 69   | +2 okrążenia     | 18    | 1         |        |
| 18 | 88 | Robert Kubica      | Williams     | 69   | +2 okrążenia     | 20    | 2         |        |
| NS | 7  | Kimi Räikkönen     | Alfa Romeo   | 58   | NU (przegrzanie) | 14    |           |        |
| NS | 4  | Lando Norris       | McLaren      | 48   | NU (wycofany)    | 8     |           |        |

Uwagi
- 1 — Jeden dodatkowy punkt jest przyznawany kierowcy, który ustanowił najszybsze okrążenie w wyścigu, pod warunkiem, że ukończył wyścig w pierwszej 10.
- 2 — Daniłł Kwiat ukończył wyścig na dziewiątej pozycji, ale otrzymał karę 10 sekund doliczonych do uzyskanego czasu za spowodowanie kolizji z Nico Hülkenbergiem.

### Najszybsze okrążenie
Źródło: formula1.com
| Nr | Kierowca        | Konstruktor | Czas     | Okr. |
| -- | --------------- | ----------- | -------- | ---- |
| 16 | Charles Leclerc | Ferrari     | 1:19,232 | 53   |

## Klasyfikacja po wyścigu

### Kierowcy
| P  | +/− | Kierowca           | Starty | Punkty | P1 | P2 | P3 | PP | NO | NS |
| -- | --- | ------------------ | ------ | ------ | -- | -- | -- | -- | -- | -- |
| 1  | 0   | Lewis Hamilton     | 18     | 363    | 10 | 3  | 2  | 4  | 5  | –  |
| 2  | 0   | Valtteri Bottas    | 18     | 289    | 3  | 7  | 4  | 4  | 2  | 1  |
| 3  | 0   | Charles Leclerc    | 18     | 236    | 2  | 2  | 5  | 7  | 3  | 2  |
| 4  | +1  | Sebastian Vettel   | 18     | 230    | 1  | 5  | 3  | 2  | 2  | 1  |
| 5  | −1  | Max Verstappen     | 18     | 220    | 2  | 1  | 3  | 1  | 3  | 2  |
| 6  | +1  | Pierre Gasly       | 18     | 77     | –  | –  | –  | –  | 2  | 1  |
| 7  | −1  | Carlos Sainz Jr.   | 18     | 76     | –  | –  | –  | –  | –  | 3  |
| 8  | 0   | Alexander Albon    | 18     | 74     | –  | –  | –  | –  | –  | 1  |
| 9  | 0   | Sergio Pérez       | 18     | 43     | –  | –  | –  | –  | –  | 2  |
| 10 | +2  | Daniel Ricciardo   | 18     | 38     | –  | –  | –  | –  | –  | 5  |
| 11 | +2  | Nico Hülkenberg    | 18     | 35     | –  | –  | –  | –  | –  | 3  |
| 12 | −2  | Lando Norris       | 18     | 35     | –  | –  | –  | –  | –  | 4  |
| 13 | −2  | Daniił Kwiat       | 18     | 34     | –  | –  | 1  | –  | –  | 3  |
| 14 | 0   | Kimi Räikkönen     | 18     | 31     | –  | –  | –  | –  | –  | 2  |
| 15 | 0   | Lance Stroll       | 18     | 21     | –  | –  | –  | –  | –  | 1  |
| 16 | 0   | Kevin Magnussen    | 18     | 20     | –  | –  | –  | –  | 1  | 2  |
| 17 | 0   | Romain Grosjean    | 18     | 8      | –  | –  | –  | –  | –  | 7  |
| 18 | 0   | Antonio Giovinazzi | 18     | 4      | –  | –  | –  | –  | –  | 1  |
| 19 | 0   | Robert Kubica      | 18     | 1      | –  | –  | –  | –  | –  | 1  |
| 20 | 0   | George Russell     | 18     | 0      | –  | –  | –  | –  | –  | 2  |
| P  | +/− | Kierowca           | Starty | Punkty | P1 | P2 | P3 | PP | NO | NS |

### Konstruktorzy
| P  | +/− | Konstruktor               | Starty | Punkty | P1 | P2 | P3 | PP | NO | NS |
| -- | --- | ------------------------- | ------ | ------ | -- | -- | -- | -- | -- | -- |
| 1  | 0   | Mercedes                  | 36     | 652    | 13 | 10 | 6  | 8  | 7  | 1  |
| 2  | 0   | Ferrari                   | 36     | 466    | 3  | 7  | 8  | 9  | 5  | 3  |
| 3  | 0   | Red Bull Racing-Honda     | 36     | 341    | 2  | 1  | 3  | 1  | 5  | 3  |
| 4  | 0   | McLaren-Renault           | 36     | 111    | –  | –  | –  | –  | –  | 7  |
| 5  | 0   | Renault                   | 36     | 73     | –  | –  | –  | –  | –  | 8  |
| 6  | 0   | Scuderia Toro Rosso-Honda | 36     | 64     | –  | –  | 1  | –  | –  | 4  |
| 7  | 0   | Racing Point-BWT Mercedes | 36     | 64     | –  | –  | –  | –  | –  | 3  |
| 8  | 0   | Alfa Romeo Racing-Ferrari | 36     | 35     | –  | –  | –  | –  | –  | 3  |
| 9  | 0   | Haas-Ferrari              | 36     | 28     | –  | –  | –  | –  | 1  | 9  |
| 10 | 0   | Williams-Mercedes         | 36     | 1      | –  | –  | –  | –  | –  | 3  |
| P  | +/− | Konstruktor               | Starty | Punkty | P1 | P2 | P3 | PP | NO | NS |